# 圣乔治 (沃州)
圣乔治（法語：Saint-George）是瑞士联邦西部法语区的沃州下设的一个镇。在行政上属于尼永区管辖。圣乔治的总面积为12.32平方公里。截至2010年底，总人口为933。